# Piper trachyphyllum
Piper trachyphyllum är en pepparväxtart som beskrevs av C. Dc.. Piper trachyphyllum ingår i släktet Piper och familjen pepparväxter. Utöver nominatformen finns också underarten P. t. latifolium.